# 羅津港站
羅津港站（：／ Rajinhang yŏk */?）是朝鮮民主主義人民共和國羅先特別市的一個鐵路車站，属于羅津港線。

## 邻近车站
羅津港線
羅津站 - 羅津港站